# Nimule
Nimule là một thành phố ở Nam Sudan. Về mặt hành chính, nó thuộc quận Magwi, bang Đông Equatoria. Đô thị này nằm cách thủ đô Juba khoảng 197 km về phía tây nam và cách thành phố lớn gần nhất, Gulu, khoảng 120 km về phía bắc.

## Lịch sử
Năm 1901, Nimule là căn cứ cho một cuộc chiến của người Anh chống lại người Lango, vốn đã đánh phá các quận lân cận. Mặc dù được quân khởi nghĩa Sudan hỗ trợ, những người Lango đã bị quân Anh bắt hoặc giết.
Vào ngày 19 tháng 8 năm 2013, Quốc hội Nam Sudan quyết định nâng cấp thị trấn Nimule lên hạng thành phố, do Thư ký Thành phố quản lý. Một số người trong quận đã phản đối, kêu gọi tham vấn rộng rãi hơn.
Vào ngày 7 tháng 4 năm 2014, Ngân hàng Thương mại và Phát triển Miền núi bắt đầu hoạt động tại bang Đông Equatoria bằng việc mở một chi nhánh mới tại thành phố Nimule.
Ngày 6 tháng 10 năm 2017, Uganda đã cam kết cung cấp điện cho hai đô thị biên giới của Nam Sudan như một phần của thỏa thuận Nhóm nguồn điện Đông Phi; điều đó kêu gọi tất cả các quốc gia thành viên kết nối điện với nhau. Bộ trưởng Năng lượng Uganda Simon D'Ujanga cho biết "400 kilovolt điện sẽ được cung cấp cho các đô thị Kaya và Nimule để thúc đẩy các hoạt động kinh tế xã hội trong vùng này."

## Kinh tế
Các chi nhánh ngân hàng ở Nimule bao gồm:
- Một chi nhánh của Ngân hàng Cổ phần trách nhiệm hữu hạn Nam Sudan
- Một chi nhánh của Ngân hàng Thương mại trách nhiệm hữu hạn Kenya
- Chi nhánh của Ngân hàng Thương mại và Phát triển Miền núi

## Giao thông
Năm 2007, có những đề xuất mới về một tuyến đường sắt khổ tiêu chuẩn giữa Uganda và Nam Sudan, đi qua thành phố Nimule. Một tuyến đường cao tốc giữa Gulu và Juba (đi qua Nimule) đang được nâng cấp. Sân bay Nimule nằm gần thành phố có một đường băng chưa trải nhựa.

## Giáo dục
Học viện Lãnh đạo Nam Sudan (LASS) nằm ở ngoại ô phía đông của Nimule.